# Розенбауэр, Штефан
Штефан Розенбауэр (нем. Stefan Rosenbauer, 24 марта 1896 — 18 августа 1967) — немецкий фехтовальщик, призёр Олимпийских игр и чемпионатов мира.

## Биография
Родился в 1896 году в Биберах-ан-дер-Рисе. В 1934 году стал бронзовым призёром Международного первенства по фехтованию в Варшаве. В 1935 году повторил этот результат на Международном первенстве по фехтованию в Лозанне (в 1937 году Международная федерация фехтования задним числом признала все прошедшие ранее Международные первенства по фехтованию чемпионатами мира). В 1936 году завоевал бронзовую медаль Олимпийских игр в Берлине.
В 1939 году эмигрировал в Бразилию.